# Storbritanniens flygvapen
Storbritanniens flygvapen (engelska: Royal Air Force, RAF), är en av tre försvarsgrenar inom Storbritanniens väpnade styrkor.

## Första världskriget
Royal Air Force bildades som en självständig försvarsgren under första världskrigets slutskede år 1918, genom en sammanslagning av Royal Flying Corps och Royal Naval Air Service, arméns respektive flottans flygkårer. Det underställdes Air Ministry.
RAF:s första fredsår kännetecknades av knappa resurser och kamp för överlevnad som självständigt vapenslag. Stor betydelse för det sistnämnda hade RAF:s effektiva självständiga operationer som flygande kolonial "polisstyrka" i bl.a. nordvästra Indien och Afghanistan.

## Andra världskriget

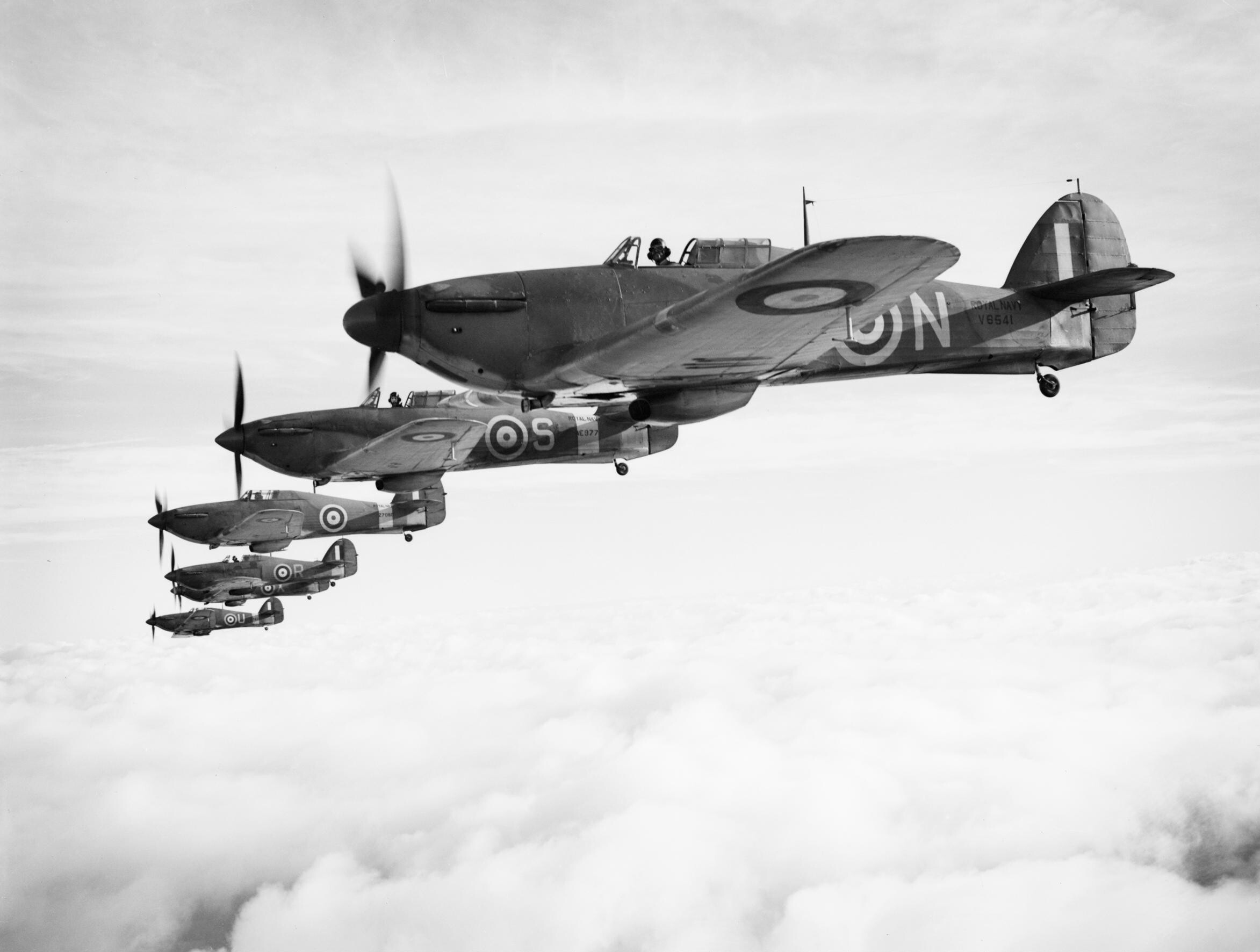
Sea Hurricane Mk. IB i formation i december 1941.

Som militär formation är RAF troligen mest känt för sina insatser under andra världskriget. Under sensommaren och hösten 1940 utkämpade RAF det så kallade Slaget om Storbritannien, då RAF:s numerärt underlägsna jaktplansformationer lyckades förvägra Nazitysklands flygvapen Luftwaffe den överlägsenhet i luften som hade krävts för en tysk landstigningsoperation i södra England. 
RAF:s numerärt, personellt och resursmässigt största operation under andra världskriget var den nattliga bomboffensiven mot Tyskland, påbörjad i större skala under 1942. När offensiven var som intensivast var räder mot tyska städer med mer än 1 000 tunga bombflygplan vanliga. RAF:s bombflygkår (Bomber Command) förlorade över 50 000 man flygande personal under de tre år operationerna pågick. 
Bomboffensiven är ett kontroversiellt ämne bland krigshistoriker. Den låga precisionen i den tidens radar och sikthjälpmedel gjorde nattbombning tämligen urskillningslös och orsakade svåra lidanden hos den tyska civilbefolkningen. Dess militära effekt, både på den tyska krigsindustrin och den civila moralen, har också ifrågasatts.

## Efterkrigstiden

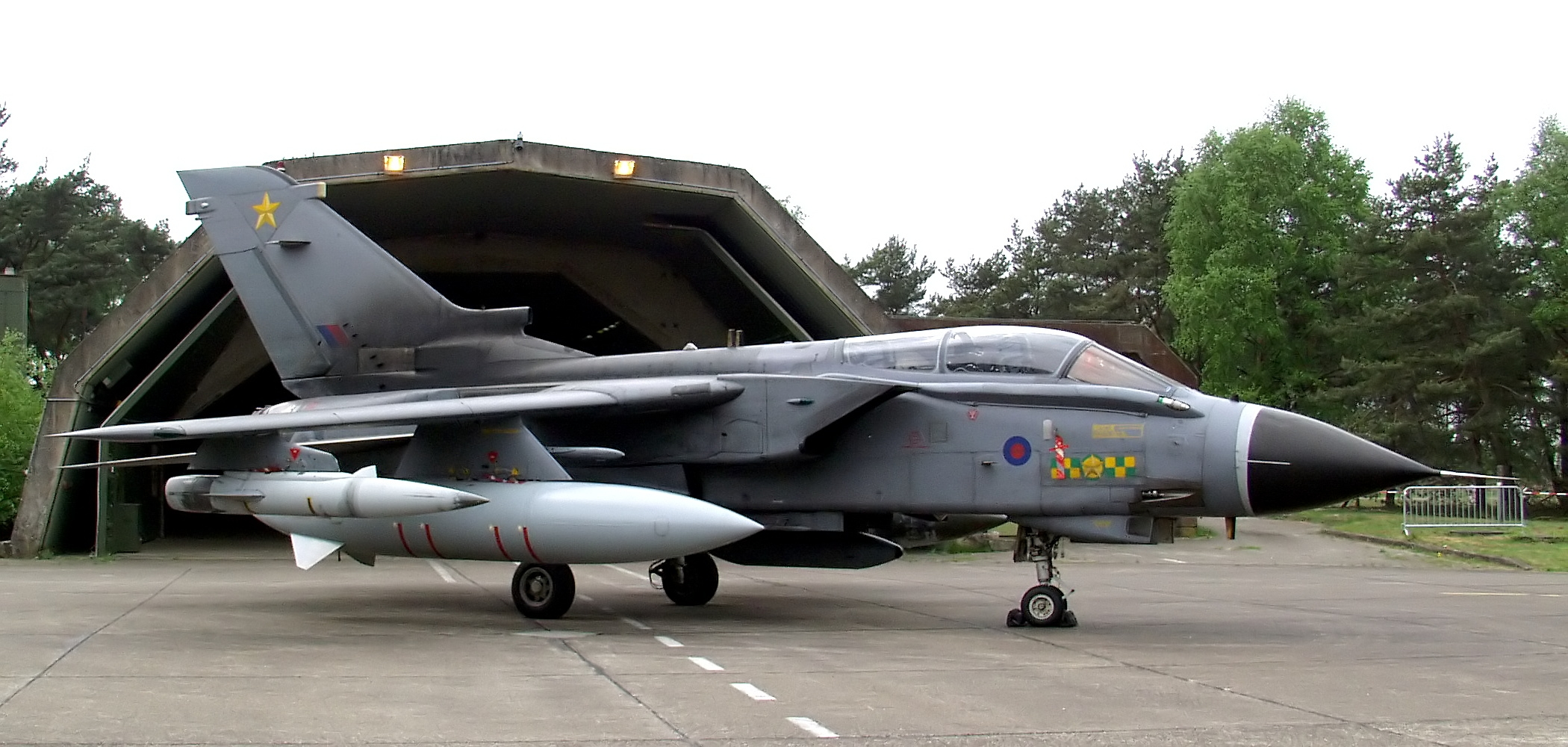
Panavia Tornado.

Under efterkrigstiden har RAF deltagit i en mängd mer begränsade operationer, till exempel striderna mot rebellstyrkor i Malaysia (dåvarande Malaya) under sent 1940- och tidigt 1950-tal, Suezkrisen 1956 och Falklandskriget 1982. På senare år har RAF-styrkor gjort insatser både i Gulfkriget 1991, i forna Jugoslavien under 1990-talet, i Afghanistan 2000 och Irakkriget 2003.